# Архіпелажні води
Архіпелажні води — води, що розділяють і оточують групи островів, що становлять єдине географічне і політичне ціле і підпадають під суверенітет якої-небудь однієї острівної держави. Суверенітет держав-архіпелагів поширюється на води, які омивають їх території, повітряний простір над ними, дно під водою і надра, а також весь комплекс наявних там живих і неживих природних ресурсів (ст. 49 Конвенції ООН з морського права). Прикладом держави-архіпелагу є Індонезія.